# James Loudon

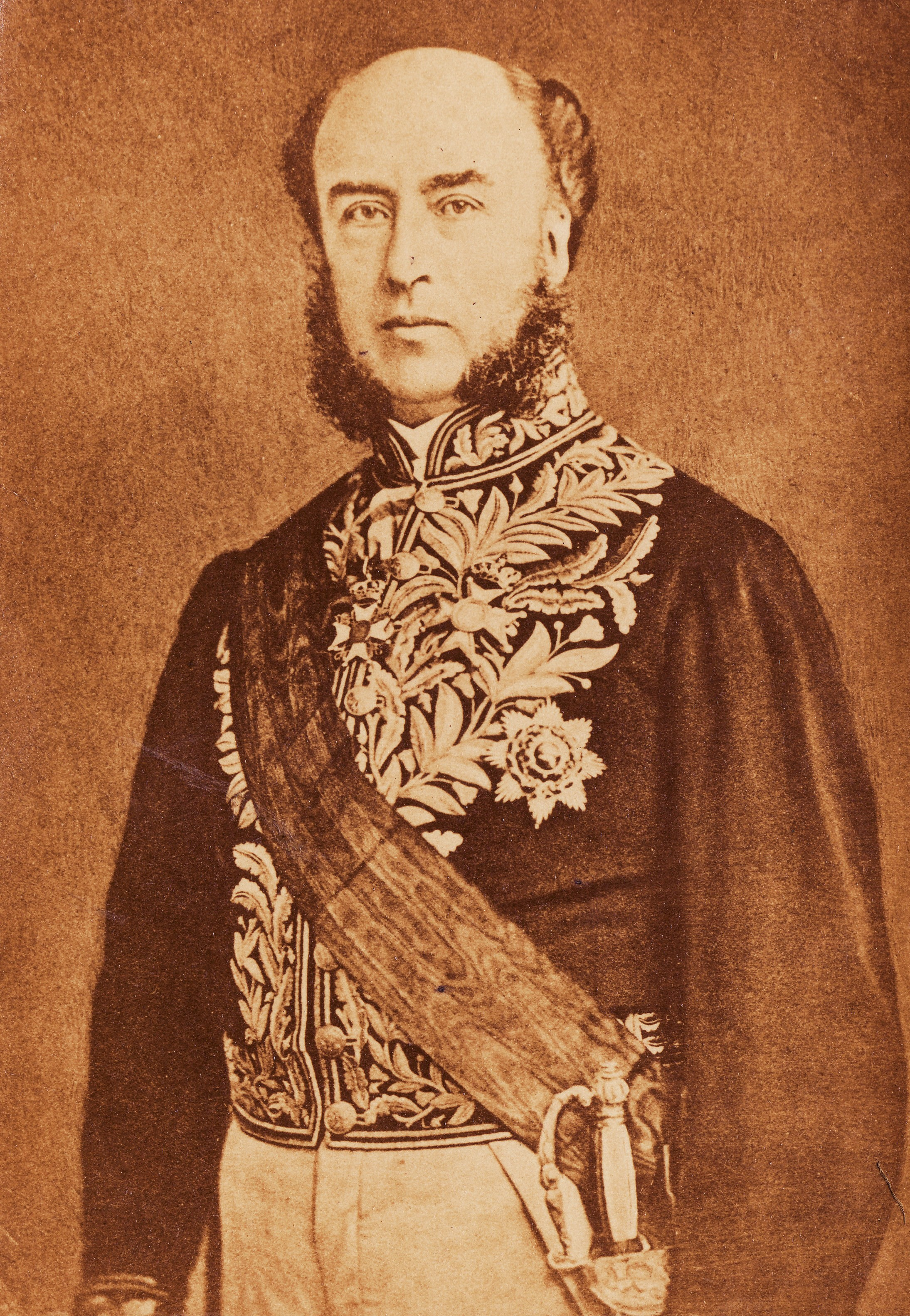
James Loudon als gouverneur-generaal

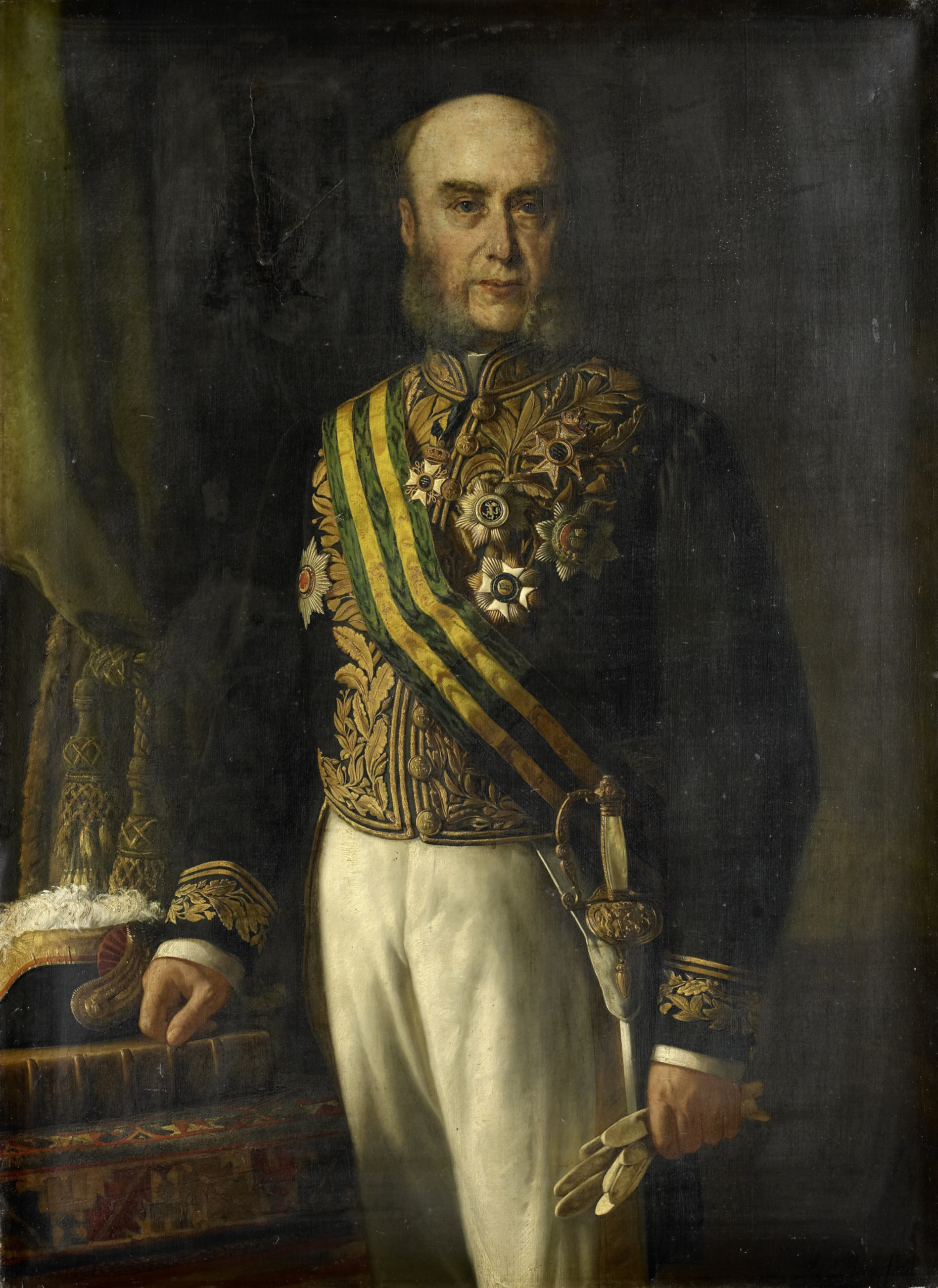
Portret van James Loudon, geschilderd door Andries van den Berg.

James Loudon (Den Haag, 8 juni 1824 – aldaar, 31 mei 1900) was een Nederlands liberaal koloniaal bestuurder en minister in de negentiende eeuw. Hij was voorstander van hervormingen in Nederlands-Indië.

## Vroege periode als advocaat en procureur
Loudon werd geboren in 's-Gravenhage, als zoon van een Britse suiker- en indigofabrikant die zich op Java had gevestigd. Loudon studeerde rechten te Leiden en was van 1846 tot 1848 advocaat en procureur te Batavia. Hij oefende in Nederlands-Indië diverse bestuursfuncties uit. Terug in Nederland werd hij secretaris-generaal van Koloniën.

## Carrière in de Nederlandse politiek
Per 14 maart 1861 was hij minister van Koloniën, maar het fusiekabinet Van Zuylen van Nijevelt-Van Heemstra waaraan hij mede leiding gaf, kwam binnen een jaar ten val. Koning Willem III vroeg hem een nieuw kabinet te vormen, maar dat weigerde hij. Daarna was hij tien jaar Commissaris des Konings in Zuid-Holland.
Tijdens zijn ministerschap drong hij aan op onthoudingspolitiek als het ging om gebieden als Borneo en Sumatra, waar Engeland aanspraak op maakte, en was hij tegen verdere expansie in Nederlands-Indië. In een bericht naar Batavia schreef hij dan ook: 'Elke uitbreiding van ons gezag in den archipel beschouw ik als een schrede nader tot onzen val'.

## Gouverneur-generaal van Nederlands-Indië
In 1872 werd hij gouverneur-generaal in Nederlands-Indië. Na zijn aankomst in Batavia bewees hij eer aan Multatuli en verleende hij eerherstel aan ontslagen ambtenaren. Daarentegen verbood hij de pers negatieve uitlatingen te doen en zette hij zelfs de redacteur van de Semarangsche Courant, Von Winckel, op de boot naar Nederland nadat deze hem afgeschilderd had als "moedeloos, een man die al het initiatief nam der flauwheid." Men noemde het een pijnlijke overweging dat, onder een liberaal bewind, de regering haar toevlucht moest nemen tot het verwijderen van Nederlands ingezetenen.
Door het zenden van tendentieuze berichten naar Nederland door Loudon (onder inblazing van zijn adjudant, de oud-officier J.I. de Rochemont) brak de Atjeh-oorlog uit. Nadat de Eerste Atjehexpeditie onder generaal Köhler op een fiasco was uitgelopen, stelde Loudon een onderzoekscommissie in. Generaal-majoor Verspyck maakte deel uit van de onderzoekscommissie. Hij werd vervolgens aangewezen als commandant van de tweede expeditie naar Atjeh, maar Den Haag benoemde generaal Van Swieten tot opperbevelhebber. Hier kwam zeer veel protest tegen, onder andere omdat men hierdoor officieren uit het Indisch leger passeerde ten gunste van een gepensioneerde generaal uit Nederland.
Loudon werd bij Koninklijk Besluit van 17 december 1874 ontslag verleend. In maart 1875 droeg hij het gezag in de kolonie over aan zijn opvolger Johan Wilhelm van Lansberge.
In 1884 werd Loudon in de adelstand verheven en werd jonkheer. Hij was drager van het grootkruis in de Orde van de Eikenkroon.
Andries van den Berg schilderde een portret van James Loudon voor de portrettengalerij van de gouverneurs-generaal van Nederlands-Indië in paleis Rijswijk in Jakarta. Het werd in 1950 opgenomen in de collectie van het Rijksmuseum Amsterdam.

## Terug in Nederland
Loudon keerde in 1875 terug naar Den Haag waar hij in 1900 op 75-jarige leeftijd overleed.
Gouverneur-generaal van de VOC

Both · 
Gerard Reynst · 
Reael · 
Coen · 
Carpentier · 
Coen · 
Specx · 
Brouwer · 
Van Diemen · 
Van der Lijn · 
Carel Reyniersz · 
Maetsuycker · 
Rijcklof van Goens · 
Speelman · 
Camphuys · 
Van Outhoorn · 
Van Hoorn · 
Van Riebeeck · 
Van Swol · 
Zwaardecroon · 
De Haan · 
Durven · 
Van Cloon · 
Patras · 
Valckenier · 
Thedens · 
Van Imhoff · 
Mossel · 
Van der Parra · 
Van Riemsdijk · 
De Klerk · 
Alting

 

Gouverneur-generaal van staatswege

Van Overstraten · 
Siberg · 
Wiese · 
Daendels · 
(Britse interventie: Raffles en Fendall) · 
Van der Capellen · 
De Kock · 
Du Bus de Gisignies · 
Van den Bosch · 
Baud · 
De Eerens · 
Van Hogendorp · 
Merkus · 
Jan Reijnst · 
Rochussen · 
Duymaer van Twist · 
Pahud · 
Prins · 
Sloet van de Beele · 
Prins · 
Mijer · 
Loudon · 
Van Lansberge · 
s'Jacob · 
Van Rees · 
Pijnacker Hordijk · 
Van der Wijck · 
Rooseboom · 
Van Heutsz · 
Idenburg · 
Van Limburg Stirum · 
Fock · 
De Graeff · 
De Jonge · 
Tjarda van Starkenborgh Stachouwer
- Bibliothèque nationale de France: cb15082638b (data)
- Biografisch Portaal: 06601647
- Digitale Bibliotheek voor de Nederlandse Letteren: loud001
- Gemeinsame Normdatei: 129651710
- International Standard Name Identifier: 0000 0000 2421 5541
- Library of Congress Control Number: n86044952
- Nederlandse Thesaurus van Auteursnamen: 120733617
- Parlement.com: vg09lljcq9wv
- Système universitaire de documentation: 095613536
- Virtual International Authority File: 12596891
- WorldCat: E39PBJwXcTvccRfbb4PDjhGGpP